# Új-Zéland vízrajza

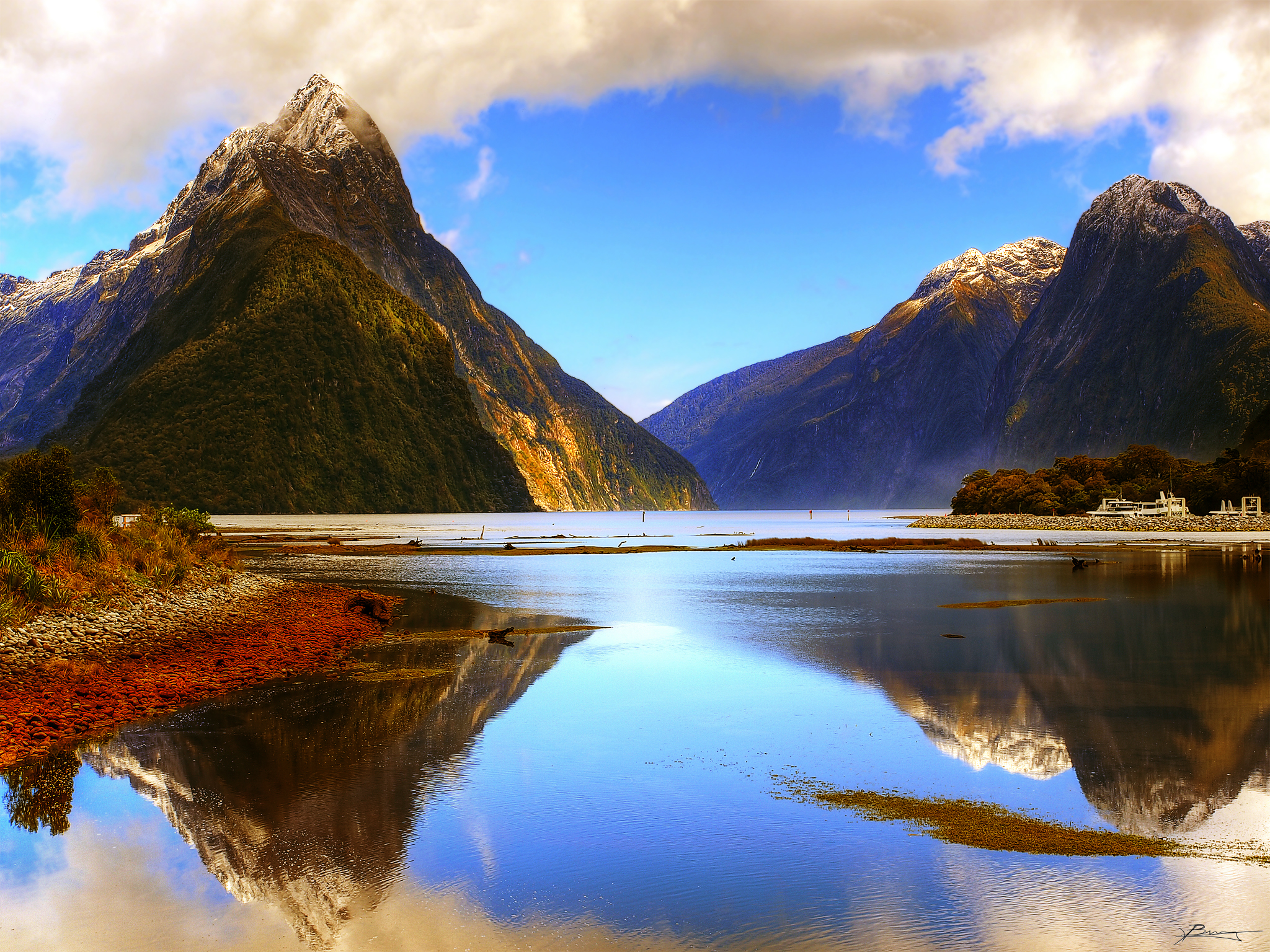
A Milford-fjord reggeli fényben

Új-Zéland vízrajzának meghatározó tényezője, hogy a szigetországra bőséges csapadék hullik.

## Folyók

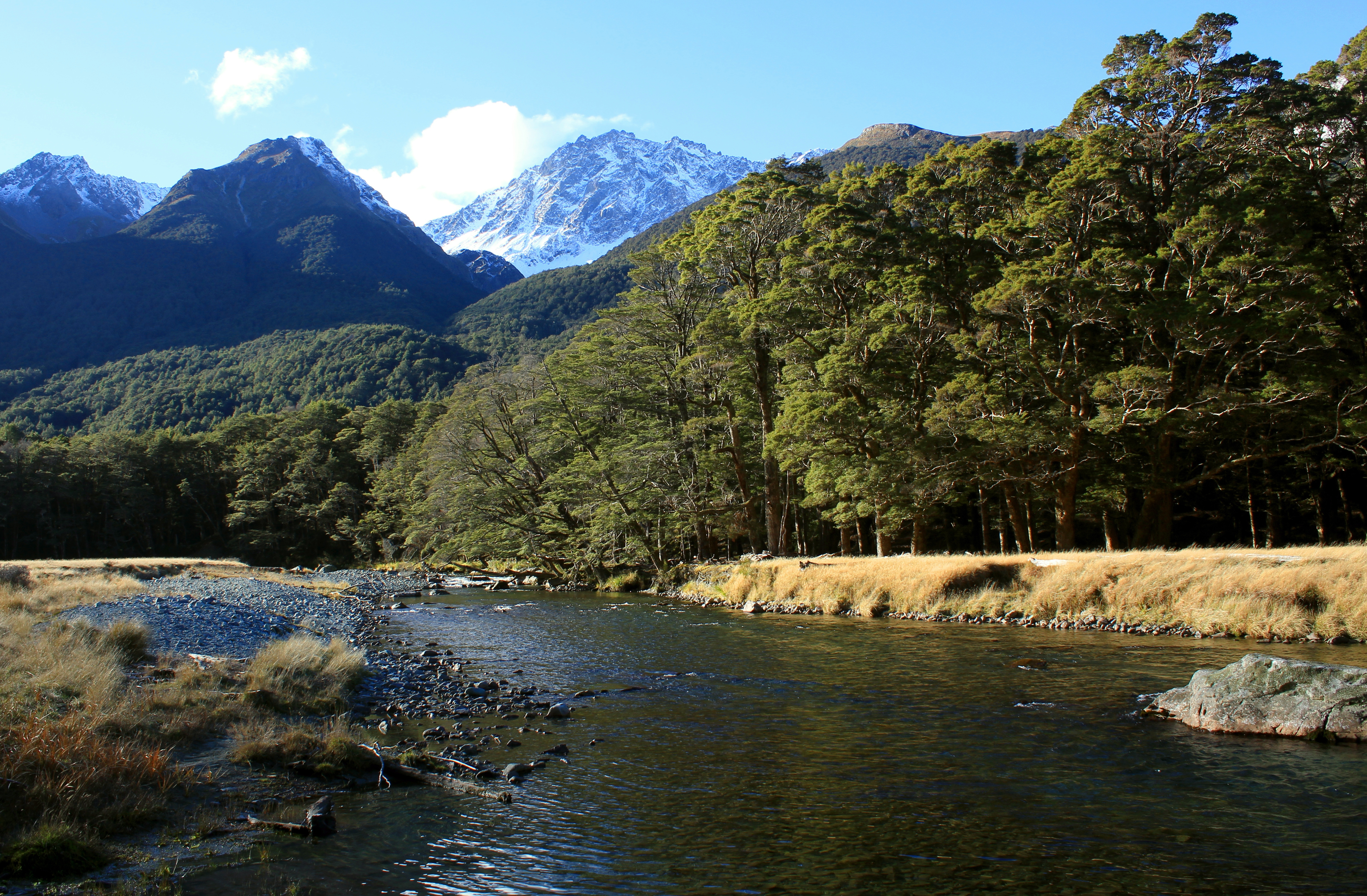
A Caples-folyó Otago régióban

Folyói bővizűek és általában nagy esésűek, mivel magas hegységekből erednek. Emiatt energetikai hasznosításuk igen kedvező eredményeket hozhat. Hajózásra azonban általában nem alkalmasak, mert rövid lefutásúak, külön-külön futnak a tengerbe.
A leghosszabb folyók az Északi-szigeten vannak, ahol kissé nagyobbak a távolságok a tengertől, és a vulkanikus kitörések megszilárdult lávafolyamai kerülőkre kényszerítették a vízfolyásokat. Így alakulhatott ki Új-Zéland leghosszabb folyója, a Waikato is, amely korábban feltehetően a közeli Bay of Plentybe, azaz a Csendes-óceánba ömlött, a későbbi vulkáni kitörések lerakódásai azonban eltorlaszolták útját, és a folyó így jelenleg nagy kerülőt téve Auckland városától nem messze a Tasman-tengerbe ömlik, összesen 424 kilométeres utat téve meg. Az Északi-sziget két másik hosszabb folyója a Wanganui (290 km) és a Rangitikei (241 km).
A Déli-sziget hegységrendszere a nyugati partokkal párhuzamosan fut, ezért ott csak nagyon rövid lefutású folyók alakultak ki. Az egyetlen kivétel a Buller, mely 177 km hosszú. A Déli-Alpok keleti oldalán már nagyobb a távolság a tengertől, az itteni lejtőkön több 200 kilométernél hosszabb folyó található, így (északról dél felé haladva) a Clarence (209 km), Waitaki (209 km), Taieri (288 km), Clutha (322 km), Mataura (240 km), Oreti (203 km) és a Waiau (217 km).

## Tavak

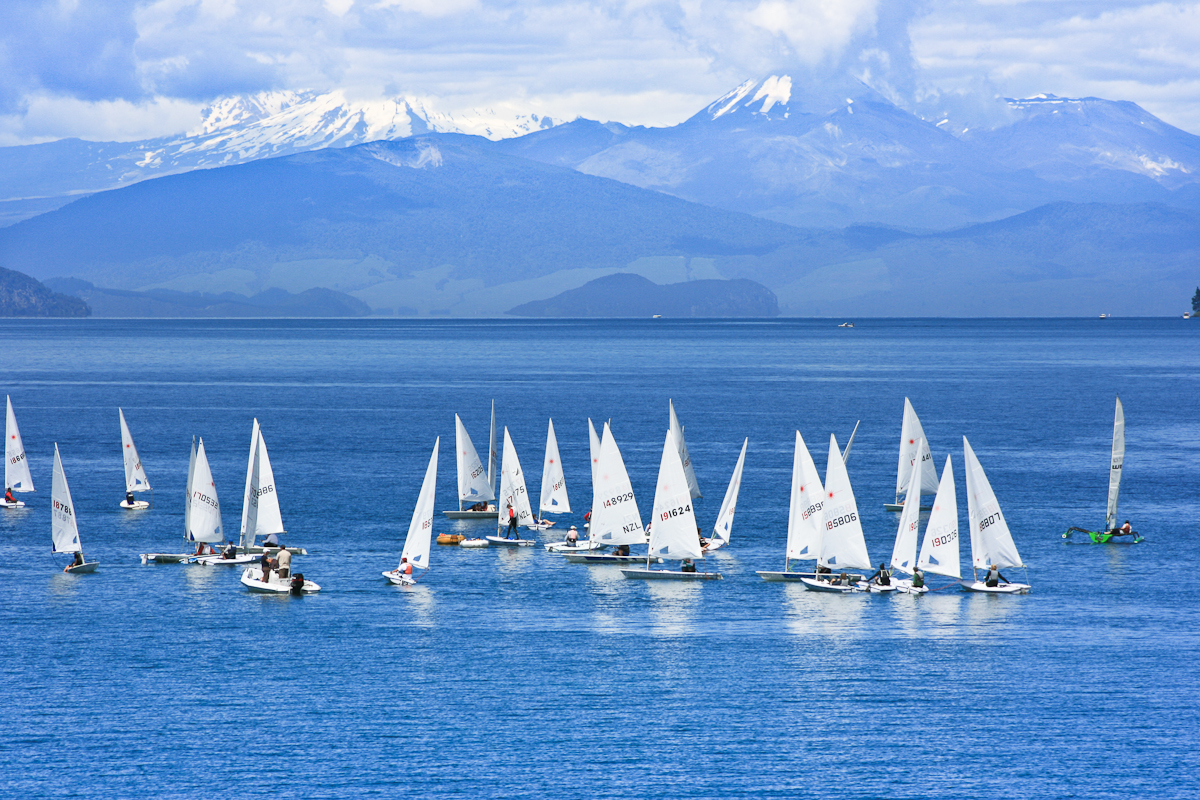
A Taupói-tó az Északi-szigeten

Új-Zéland mindkét nagy szigetén igen sok tó van. Az egyik népszerű osztályozásuk szerint „kerek” és „hosszú” tavakra csoportosítják őket. A kerek tavak között sok a maar típusú, általában vulkáni kráterekben alakultak ki, elsősorban az Északi-szigeten. A Déli-szigeten a „hosszú” tavak dominálnak, ezek medrét a gleccserek vájták ki, azaz glaciális eredetű tavak és a morénagátakkal lezárt völgyekben fekszenek.
A tavak másik osztályozásuk szerint természetes és mesterséges tavak lehetnek. Az utóbbiak első pillantásra hasonlítanak a glaciális tavakhoz, csak itt a völgyeket nem moréna, hanem ember készítette  gát zárta le. A legnagyobb mesterséges tó a Benmore, egyik ága 30, a másik 18 km hosszú, felülete 79 km², legnagyobb mélysége 96 méter.
Az Északi-sziget legnagyobb tava a Taupói-tó; felszíne majdnem azonos nagyságú a Balatonéval, de annál rövidebb és szélesebb (40x27 km). Az Északi-sziget legmélyebb tava a Waikaremoana (256 m), egyben ez a legmagasabban fekvő tó is (614 m). Jelentős még itt a második legkiterjedtebb felszínű Rotoruai-tó.
A Déli-sziget leghosszabb tava a Wakatipu (77 km), a legnagyobb felületű pedig a Te Anau (344 km²). A Déli-sziget glaciális eredetű tavai közül több is a tenger szintjénél mélyebb, mivel a jégkorszakban a gleccserek a tenger mai szintjénél jóval mélyebbre vájták ki medrüket. Az Manapouri-tó vízfelülete például csak 178 méterrel magasabban fekszik a tengernél, de legnagyobb mélysége 444 méter. A legmélyebb a Hauroko 462 méterrel, felszínének tengerszint feletti magassága pedig 150 méter.

## Tengerpartja

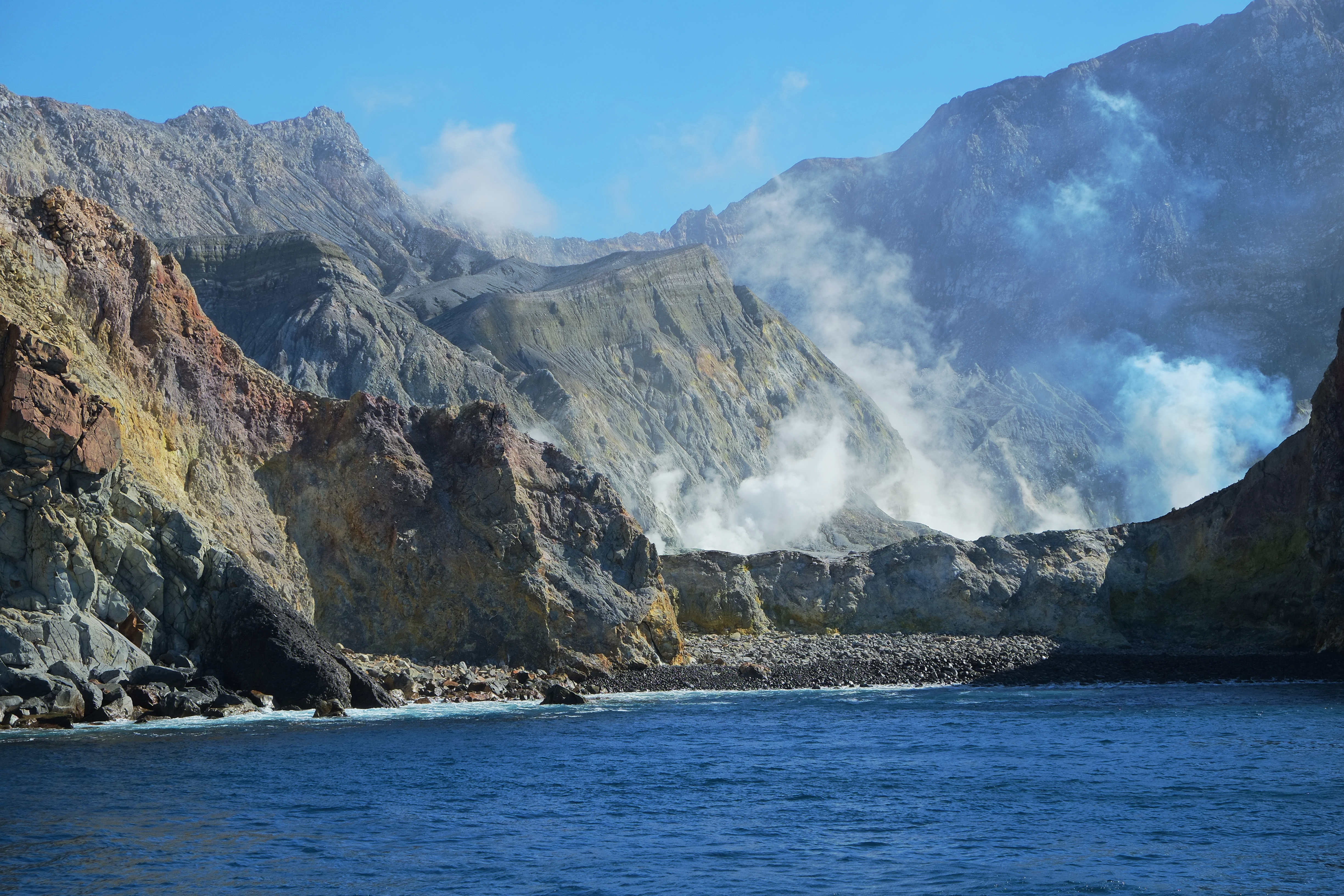
Öböl a White-sziget partján

A szigetország tengerpartja erősen tagolt, sok különböző típusú öböl, fjord és rengeteg sziget teszi változatossá. Az Északi-szigetet és a Déli-szigetet a Cook-szoros, a Déli-szigetet és a Stewart-szigetet a  Foveaux-szoros választja el egymástól.